# Луций Скрибоний Либон (трибун 149 пр.н.е.)
Вижте пояснителната страница за други личности с името Луций Скрибоний Либон.
Луций Скрибоний Либон (на латински: Lucius Scribonius Libo) e политик и историк на Римската република от средата на 2 век пр.н.е. по време на Третата пуническа война.

## Биография
Произлиза от клон Либон на фамилията Скрибонии. Син е на Луций Скрибоний Либон (едил 193 пр.н.е.).
През 149 пр.н.е. той е народен трибун заедно с Луций Калпурний Пизон Фруги и Атиний. По време на трибуната му колегата му Пизон Фруги прокарва първият закон в римското право против грабителството в провинциите, т. нар. „Lex Calpurnia de Repetundis“. Тази година консули са Луций Марций Цензорин и Маний Манилий.
Луций Скрибоний Либон критикува Сервий Сулпиций Галба за жестокостта му през 150 пр.н.е., когато измамил вожда на лузитаните Вириат и избил множеството от племето. Катон Стари (вече на 85 години) го атакува също.
Вероятно той (или преторът от 204 пр.н.е. Луций Скрибоний Либон), конструира шадравана-чешма Puteal Scribonianum или Puteal Libonis на Римски форум в Рим, който е обновен от Луций Скрибоний Либон (народен трибун 56 пр.н.е. и консул 34 пр.н.е). Този шадраван е слаган често на римските монети.
Написва историята Liber annalis, завършена през 132 пр.н.е.